# Irene Chou
Irene Chou, född 31 januari 1924, död 1 juli 2011, var en kinesisk konstnär och en av de mest inflytelserika representanterna av New Ink Painting-rörelsen i Hongkong. Chou var en av ledarna i New Ink Painting-rörelsen, som använde sig av och gjorde om traditionella tekniker inom tuschmåleri.

## Biografi
Irene Chou föddes i Shanghai, där hon studerade ekonomi på St. John's University. Hon tog examen år 1945 och började arbeta som journalist för Peace Daily Shanghai. Hon flyttade sedan till Taipei i Taiwan, och efter det till Hongkong år 1949. Hennes mor, som var professionell kalligraf, gav Chou hennes första lektioner inom konst. Hon började formellt att lära sig konst år 1954 när hon började studera hos Zhao Shao'ang, en mästare inom den traditionella målarstilen Lignan. I sina traditionella landskap och fågel-och-blomstermålningar demonstrerade Chou talang inom traditionella kinesiska tuschmålningsmetoder som qiyun ("spirit-resonance") och moqi ("ink-play"). Hon blev inspirerad av studier inom qi-gong. Fastän Chou började sin karriär med mer traditionella kinesiska tuschmålningsmetoder experimenterade hon sedan med olika tekniker och målarfärger.
I slutet av 1960-talet kom Chou i kontakt med abstrakt expressionism. De progressiva teorierna om konst och tuschmålning, speciellt målningarna av hennes kollega Lui Shou-Kwan, inspirerade henne att experimentera med olika tekniker och målarfärger som olja, akryl och vattenfärg. Enligt Kathy Zhang följde många konstnärer inom detta området Lui Shou-Kwans exempel och kombinerade västerländsk och kinesisk konst. Chou utforskade "splash ink"-tekniken, "piled ink"-tekniken och pointillism i sina verk från 1970-talet. Men hennes kännetecken blev "one-stroke"-tekniken i hennes abstrakta målningar, som påminde om New Ink-stilen som började bli populär i Hongkong på 1980-talet. Hon kombinerade västerländsk och kinesisk konst på samma gång som hon blev inspirerad av traditionell kinesisk konst.
Sedan hennes mentor Lui Shou-Kwan dog år 1975 och hennes man dog år 1978 förändrades Chous stil. Hennes depression gav henne en energi som gjorde hennes verk mer spontana och modiga. På 1980-talet vann hon flera priser och blev en viktig figur inom Hongkongs konstscen. När hon var 68 år fick hon ett slaganfall och bestämde sig för att flytta till Brisbane, Australien, för att vara närmare sin son. Detta gjorde hennes konst mer melankolisk, med föreställningar av återfödelse på mörka bakgrunder. Hon sade "I am not afraid of using black as some people are. ...In fact black is part of me, the person". I början av 2000-talet blev hennes konst ljusare och klarare med kontrasterande färger. Hon dog i Brisbane när hon var 87 år.

## Utmärkelser
- 1983: Urban Council Fine Arts Award, Hongkong
- 1988: Artist of the Year Award by Hongkong Artists’ Guild

## Utställningar
- 1972: Contemporary Hong Kong Art Biennial, City Museum and Art Gallery, Hongkong
- 1973: Contemporary Prints by Chinese Artists, City Museum and Art Gallery, Hongkong
- 1979: Contemporary Hong Kong Art Biennial, City Museum and Art Gallery, Hongkong
- 1983: Contemporary Hong Kong Art Biennial, City Museum and Art Gallery, Hongkong
- 1985: Contemporary Hong Kong Art Biennial, City Museum and Art Gallery, Hongkong
- 1992: Contemporary Hong Kong Art Biennial, City Museum and Art Gallery, Hongkong
- 1995: Collectors' Choice: The Cosmic Vision of Zhou Luyun, Cat Street Galleries, Hongkong
- 2003: The Asian Masters, The Fullerton Hotel, Singapore
- 2004: The Universe is My Heart – Exhibition by Irene Chou, Pao Galleries, Hong Kong Arts Centre, Hongkong
- 2003: My Universe, The Fullerton Hotel, Singapore
- 2003: Hong Kong Cityscapers – Ink Painting in Transition, Hong Kong Museum of Art, Hongkong
- 2003: Winter Solstice, The Fullerton Hotel, Singapore
- 2004: Irene Chou at Eighty, Hanart TZ Gallery, Hongkong
- 2004: From Representation to Revelation: The Transitional Works (1950-1990) of Irene Chou, Grotto Fine Art, Hongkong
- 2006: Universe of the Mind. Retrospective, University Museum and Art Gallery, The University of Hong Kong, Hongkong
- 2006: Creative Spirit: Hong Kong Visual Arts, Hong Kong Cultural Centre, Hongkong
- 2006: New Paintings by Irene Chou, Hanart TZ Gallery, Hongkong
- 2007: Life is a Many Splendoured Thing, The Rotunda, Exchange Square Central,  by iPreciation Gallery,  Hongkong
- 2007: The New Face of Ink Painting: Modern Ink Painting Group Exhibition, Central Plaza, Hong Kong
- 2007: The Norman W. M. Ko Collection of Hong Kong Art, University Museum and Art Gallery, The University of Hong Kong, Hongkong
- 2008: Irene Chou 84, Hanart TZ Gallery, Hongkong
- 2008: Life is a Many Splendoured Thing, The Fullerton Hotel, Singapore
- 2010: De la Chine, entre Tradition et Modernite, Galerie F. Hesler, Luxemburg
- 2012: A tribute to Hong Kong Masters, Hanart TZ Gallery, Hongkong
- 2013: Hong Kong Masters, Rossi & Rossi Ltd, London

## Representerad på institutioner
- British Museum, London
- Boston Museum of Fine Arts
- Hong Kong Museum of Art
- University of Hong Kong,
- Chinese University Museum, Hongkong
- Fung Ping Shan Museum, Hongkong
- Norman W. M. Ko Collection, Hongkong
- City Gallery, Manila
- Melbourne Raya Gallery
- Queensland Art Gallery
- National Museum of History, Taipei
- M+, Hongkong